# دریل پاول
دریل پاول (انگلیسی: Darryl Powell؛ زادهٔ ۱۵ نوامبر ۱۹۷۱) یک بازیکن فوتبال اهل بریتانیا است.
وی همچنین در تیم ملی فوتبال جامائیکا بازی کرده‌است.